# Knut Hamsun
Knut Hamsun (n. 4 august 1859, Comuna Vågå, Oppland, Norvegia – d. 19 februarie 1952, Grimstad, Aust-Agder, Norvegia) a fost un scriitor norvegian. A avut un rol important în modernizarea romanului european. În 1920 a primit Premiul Nobel pentru Literatură. Este reprezentant al realismului psihologic, în primul rând prin romanul Foamea (1890). Capodopera sa este romanul Rodul pământului pentru care Academia Suedeză i-a acordat Premiul Nobel pentru Literatură în anul 1920.

## Motivația Juriului Nobel
"pentru monumentala sa operă care este "Rodul pământului" " 

## Date biografice
Knut Hamsun, născut Knud Pedersen, în Vågå, Gudbrandsal, Norvegia, a fost al patrulea fiu al lui Peder Pedersen și al soției lui, Tora Olsdatter (Garmostrædet). A copilărit în Hamarøy, Nordland. La vârsta de 17 ani a devenit ucenic la un producător de frânghii. În aceeași perioadă a început să scrie. A petrecut câțiva ani în America, călătorind și lucrând, publicând impresiile sub titlul "Fra det moderne Amerikas Aandsliv" (Din viața intelectuală a Americii moderne) (1889).
În 1898, s-a căsătorit cu Bergljot Goepfert (născută Bech), căsătorie desfăcută în 1906. Ulterior s-a căsătorit cu Marie Andersen, în 1909, cu care a rămas căsătorit până la moartea sa. În momentul întâlnirii lor, Marie era o tânără și talentată actriță, dar și-a încheiat cariera pentru a-l însoți la Hamarøy, unde au cumpărat o fermă. După o perioadă, au hotărât să se mute în sud, la Larvik. În 1918 au cumpărat ferma Norholm, între Lillesand și Grimstad.
Knut Hamsun a murit la Nørholm, în 1952, la vârsta de 92 de ani.

## Activitatea literară
Recunoașterea inițială s-a datorat romanului Sult („Foamea”). Această lucrare semiautobiografică descrie apropierea de nebunie, din cauza foamei și a sărăciei, a unui tânăr scriitor, în capitala Norvegiei, Kristiania. În opinia specialiștilor , romanul a influențat opera lui Franz Kafka și a altor romancieri din secolul XX, prin folosirea monologului interior și a logicii bizare.

## Opere
| - Den Gaadefulde („Misteriosul”) (1877) - Et Gjensyn („Revedere”), poem epic (1878) - Bjørger (1878) - Fra det moderne Amerikas Aandsliv („Din viața spirituală a Americii”), articole (1889) - Sult („Foamea”) (1890) - Mysterier („Mistere”) (1892) - Redaktør Lynge (1893) - Ny jord („Pământ nou”) (1893) - Pan (1894) - Ved Rigets Port („La poarta împărăției”), teatru (1895) - Livets Spil („Jocul vieții”), teatru (1896) - Siesta, nuvele (1897) - Aftenrøde („În amurg”), teatru (1898) - Victoria. En kjærligheds historie („Victoria. Povestea unei iubiri”) (1898) - Munken Vendt („Călugărul Vendt”), teatru (1902) - Kratskog („Desiș”), nuvele (1903) - Dronning Tamara („Regina Tamara”), teatru (1903) - I Æventyrland („În Țara Basmelor”), reportaj de călătorie (1903) - Det vilde Kor („Corul sălbatic”), poezii (1904) | - Sværmere („Entuziaștii”) (1904) - Stridende Liv („Vieți dificile”), nuvele (1905) - Under Høststjærnen („Sub steaua toamnei”) (1906) - Benoni (1908) - Rosa (1908) - En Vandrer spiller med Sordin („Un vagabond cântă în surdină”) (1909) - Livet ivold („Fie ce-o fi” ), teatru (1910) - Den siste Glæde („Ultima plăcere”) (1912) - Børn av Tiden („Copii ai epocii”) (1913) - Segelfoss by (1915) - Markens Grøde („Rodul pământului”) (1917) - Sproget i Fare („Limba periclitată”), pamflet (1918) - Konerne ved Vandposten („Femeile de la fântână”) (1920) - Siste Kapitel („Ultimul capitol”) (1923) - Landstrykere („Vagabonzi”) (1927) - August (1930) - Men Livet lever („Însă viața trăiește”) (1933) - Ringen sluttet („Cercul se închide”) (1936) - Paa gjengrodde Stier („Pe poteci închise”) (1949) |